# Gargenville
Gargenville – miejscowość i gmina we Francji, w regionie Île-de-France, w departamencie Yvelines. Przez miejscowość przepływa Sekwana. 
Według danych na rok 1990 gminę zamieszkiwały 6202 osoby, a gęstość zaludnienia wynosiła 715 osób/km² (wśród 1287 gmin regionu Île-de-France Gargenville plasuje się na 294. miejscu pod względem liczby ludności, natomiast pod względem powierzchni na miejscu 444.).